# 劉寧
劉 寧（りゅう ねい、生没年不詳）は、五胡十六国時代後趙の人物。

## 生涯
後趙に仕え、寧遠将軍に任じられた。
347年5月、麻秋・石寧・王擢らと共に前涼へ侵攻した。麻秋・石寧は12万の軍勢で河南へ駐屯し、劉寧は王擢と共に進んで晋興・広武・武街を攻略し、洪池嶺を越えて曲柳まで進撃した。張重華は将軍牛旋に迎撃を命じたが、牛旋は枹罕まで退いて交戦しようとしなかったので、姑臧の民は大いに動揺した。張重華は行衛将軍謝艾・軍正将軍索遐に2万の軍勢を与えて敵軍を防がせた。謝艾らは出撃すると後趙軍の侵攻を阻み、劉寧は沙阜において別将の楊康に敗れ、金城まで退却した。
後に安西将軍に任じられた。
349年1月、高力督梁犢が下弁で謀反を起こすと、これを迎え撃つも大敗を喫した。
4月、石虎が逝去し、石世が後を継いだが、まだ幼かった事から母の劉皇太后と太保張豺が政権を握った。劉寧は石閔・姚弋仲・蒲洪・王鸞らと共に李城において彭城王石遵と面会すると「殿下（石遵）は年長であり、聡明であります。先帝（石虎）も本来は殿下を世継ぎとなるお考えでした。ですが、老耄であった事から張豺の口車に乗せられたのです。今、女主（石世の母である劉皇太后）が朝廷に臨み、姦臣（張豺）が政治を乱しております。上白（上白城に拠って石世と対立していた李農のこと）が持ちこたえておりますので、宿衛（皇帝を護衛する兵が宿直する場所）に兵卒はおりません。殿下がもしも張豺の罪を数え上げ、軍鼓を鳴らして進撃すれば、全ての者が馳せ参じて殿下を迎え入れるでしょう」と進言した。これにより石遵は挙兵を決断した。
351年7月、もともと後趙の将軍であった劉顕が襄国において自立して皇帝を自称すると、劉寧は大司馬に任じられ、清河王に封じられた。この事から劉顕とは同族であると思われる。
352年1月、劉顕が冉魏の支配下にあった常山に侵攻すると、冉閔が自ら8千の騎兵を率いて救援に到来した。この時、劉寧は寝返って棗強ごと冉閔に降伏した。冉閔は劉寧の兵を統合して劉顕に攻撃を掛け、大いに破った。さらに追撃を掛けて襄国を攻め落とすと、劉顕と公卿以下100人余りを処刑した。
4月、前燕の輔弼将軍慕容評と中尉侯龕が騎兵1万を率いて冉魏の本拠地の鄴を包囲すると、劉寧は弟の劉崇と共に胡騎三千を率いて晋陽へ逃亡した。
10月、劉寧は前燕に使者を派遣して帰順を請うと、車騎将軍に任じられた。また、范陽公にも封じられている。その後、時期は不明だが任地の遒県ごと前秦に寝返ったものの、355年4月には前燕へ降る者が多数現れているのを見て翻意し、2千戸を伴って薊城へ詣でて慕容儁に謝罪した。慕容儁はこれを赦し、彼を後将軍に任じた。